# Lemovices

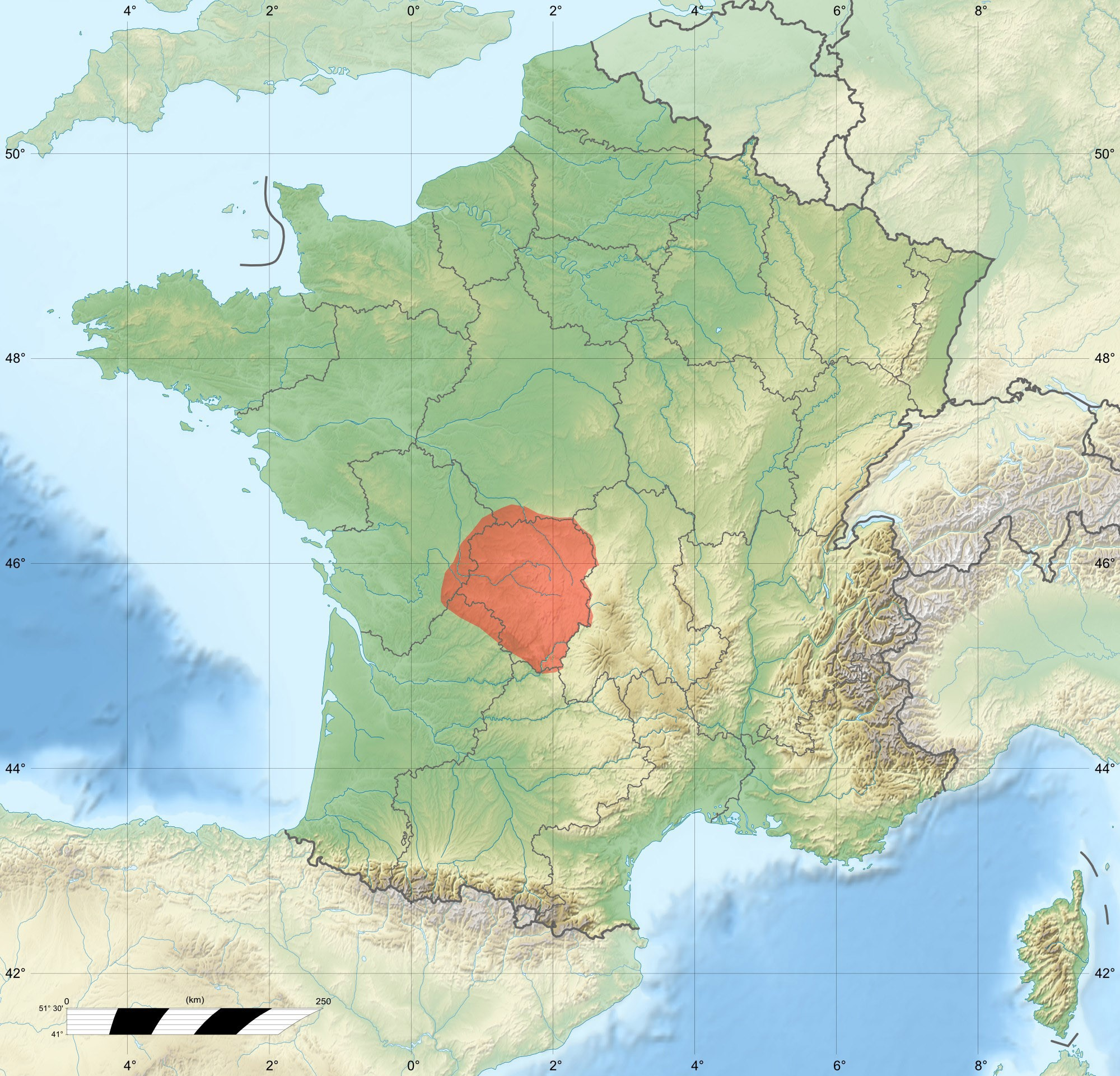
Territorio Lemovice

Los lemovices (en latín, Lemovici) eran una tribu gala de la Europa central que se estableció en las regiones de Lemosín y Poitou entre 700 y 400 a. C. Su capital era Durotincum (Villejoubert, en Saint-Denis-des-Murs), y en la época de la ocupación romana era Augustoritum (Limoges). Los lemovices dieron su nombre a Limoges y al Lemosín. 
Otras localidades relacionadas con ellos fueron Acitodunum (23-Ahun), Argentate (19-Argentat), Blatomagus (87-Blond), Briva Curretia (19-Brive-la-Gaillarde), Cassinomagus (16-Chassenon), Carovicus (87-Château-Chervix), Roncomagus (87-Rancon), Excingidiacum (19-Yssandon) et Uxellum (19-Ussel).
En 52 a. C., alrededor de 10 000 guerreros lemovices lucharon contra Julio César en la batalla de Alesia. Su jefe, Sedulo, resultó muerto allí. 